# Siemion Iwanow
Siemion Warfołomiejewicz Iwanow (ros. Семён Варфоломеевич Иванов, ur. 15 kwietnia?/27 kwietnia 1880 we wsi Mamkino w guberni smoleńskiej, zm. 8 czerwca 1955 w Moskwie) – rosyjski działacz komunistyczny, polityk ZSRR, członek KC KP(b)U (1927-1930).

## Życiorys
Od 1904 w SDPRR, bolszewik, 9 lipca 1906 aresztowany i zesłany do guberni archangielskiej, 1907 zbiegł. 5 maja 1907 aresztowany i skazany na 15 lat katorgi, 1917 zwolniony, od marca 1917 przewodniczący rady gminnej i członek rady powiatowej w guberni smoleńskiej, od listopada 1917 do 2 maja 1918 przewodniczący gubernialnego komitetu SDPRR(b)/RKP(b) w Smoleńsku, równocześnie od 10 marca do 2 maja 1918 przewodniczący komitetu wykonawczego smoleńskiej rady gubernialnej. Od maja do września 1918 zastępca przewodniczącego, a od 16 września 1918 do 1 stycznia 1919 przewodniczący komitetu wykonawczego rady guberni zachodniej, od 31 grudnia 1918 do 4 marca 1919 członek Centralnego Biura Komunistycznej Partii (bolszewików) Białorusi, od 1 stycznia do 28 lutego 1919 ludowy komisarz spraw wewnętrznych Socjalistycznej Republiki Radzieckiej Białorusi, od lutego 1919 zastępca przewodniczącego Centralnego Komitetu Wykonawczego Socjalistycznej Republiki Radzieckiej Litwy i Białorusi. Od 6 marca 1919 do 5 września 1920 członek KC Komunistycznej Partii Litwy i Białorusi, od 8 marca do 15 listopada 1919 członek Biura Politycznego KC tej partii. Od 26 marca 1919 do września 1920 przewodniczący gubernialnego komitetu RKP(b) w Smoleńsku, od 29 marca do 15 sierpnia 1919 ponownie przewodniczący komitetu wykonawczego rady gubernialnej w Smoleńsku, od 6 października 1919 do 15 stycznia 1920 przewodniczący smoleńskiego gubernialnego komitetu rewolucyjnego, od 16 stycznia do 27 czerwca 1920 ponownie przewodniczący komitetu wykonawczego smoleńskiej rady gubernialnej. Od września 1920 zastępca przewodniczącego komitetu wykonawczego rady gubernialnej w Twerze, przewodniczący gubernialnego Sownarchozu w Twerze i twerskiej gubernialnej rady związków zawodowych, od 1922 zarządca trustu węglowego, od 29 listopada 1927 do 5 czerwca 1930 członek KC KP(b)U, szef sektora górnictwa węglowego Sownarchozu ZSRR. Od czerwca 1936 do października 1937 szef wydziału Głównego Zarządu Przemysłu Węglowego Ludowego Komisariatu Przemysłu Ciężkiego ZSRR, od października 1937 do października 1938 dyrektor Naukowo-Badawczego Instytutu Węglowego w Tule, od października 1938 do marca 1943 szef wydziału Ludowego Komisariatu Przemysłu Paliwowego ZSRR, od marca 1943 do kwietnia 1944 szef wydziału Ludowego Komisariatu Przemysłu Węglowego ZSRR, od kwietnia 1944 do kwietnia 1954 starszy inżynier Wszechzwiązkowego Instytutu Naukowo-Badawczego Przemysłu Węglowego, następnie na emeryturze. 17 maja 1955 odznaczony Orderem Lenina.